# ذروة البرج

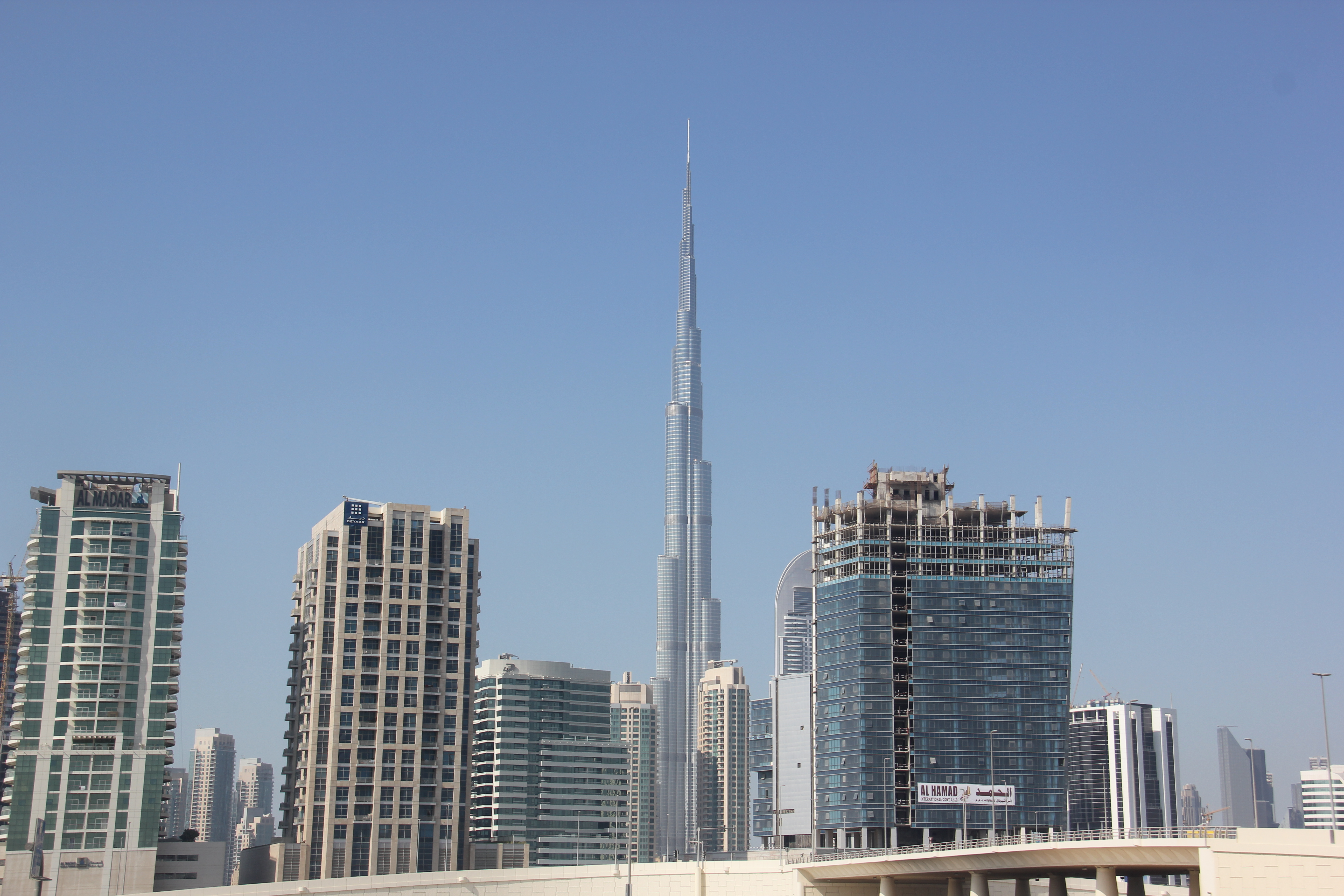
برج خليفة أطول برج في العالم، وتبدو ذروته المدببة

ذروة البرج هي نهاية مدببة طويلة ورفيعة تنشأ على قمة الأبراج المشيدة، وهي تصمم ضمن المكوّنات المعمارية للأبراج، سواءً أكانت لأغراض سكنية أو مكتبية؛ وكذلك في نهاية أبراج الكنائس.
يمكن أن يكون تصميم ذروة البرج مخروطياً أو هرمياً؛ وتختلف مواد البناء المستخدمة في إنشائه تبعاً للبرج، وهي تتفاوت بين الحجارة أو الطوب أو الخشب؛ وغالباً ما تكون مصفّحة أو مكسوّة معدنياً أو بالسيراميك.